# Vance (Alabama)
Vance è un comune degli Stati Uniti d'America situato nelle contee di Tuscaloosa, Bibb dello Stato dell'Alabama.